# دولينسكي (أوديسكا)
دولينسكي (Долинське) هي مدينة في مقاطعة أوديسكا في أوكرانيا.
يبلغ عدد سكانها حوالي 3910   نسمة.